# Allochernes solarii
Allochernes solarii är en spindeldjursart som först beskrevs av Simon 1898.  Allochernes solarii ingår i släktet Allochernes och familjen blindklokrypare. Inga underarter finns listade i Catalogue of Life.